# Laure Flament
Laure Flament, född 18 juni 1998  är en volleybollspelare (högerspiker). Hon spelar i Belgiens landslag och klubblaget Bevo Roeselare i hemlandet. Fram till 2023 spelade hon för VDK Gent Dames.